# 林瑞峰
林 瑞峰（はやし ずいほう、1941年3月15日 - ）は、日本の実業家、映画プロデューサーである。

## 来歴
ヒューマックス副社長、ジョイパックフィルム（のちのヒューマックスピクチャーズ、現在のヒューマックスシネマ）代表取締役社長、ギャガ・コミュニケーションズ取締役、株式会社カミングスーン・ティービー取締役を歴任、現在、ヒューマックスシネマ代表取締役社長、ヒューマックスコミュニケーションズ代表取締役社長、外国映画輸入配給協会理事、東京都興行生活衛生同業組合副理事長。

## 人物・来歴
1941年（昭和16年）3月15日、東京府東京市（現在の東京都）に生まれる。父はヒューマックスグループ創業者の林以文（1913年 - 1976年）、兄に現在の同グループ会長・林瑞祥（1935年 - ）、ヒューマックス副社長・林瑞禎（1937年 - ）、弟にジョイパックグループの林光男（1943年 - ）がいる。
慶應義塾大学商学部を卒業する。満23歳になった1964年（昭和39年）4月、父が代表を務める惠通企業株式会社（現在の株式会社ヒューマックス）に入社する。その2年後の1966年（昭和41年）5月、同社の常務取締役に就任する。1967年（昭和42年）8月、株式会社ムーランルージュプロダクションを株式会社恵通プロダクションと改称、同社の代表取締役社長に就任する。

1975年（昭和50年）4月1日、自らが社長を務める株式会社恵通プロダクションが、同じく常務を務めるミリオンフィルム株式会社（社長加来章）と合併し、ジョイパックフィルム株式会社を新たに設立、同年5月、同社代表取締役社長に就任する。1976年（昭和51年）6月、惠通企業株式会社の取締役副社長に就任する。ジョイパックフィルムの時代には、外国映画を多く配給し、合併後も「ミリオンフィルム」をレーベルとして活用しおもにいわゆるピンク映画（成人映画）を製作・配給し、新宿座（新宿ジョイシネマの前身の1つ）を中心に全国で公開した。やがて1980年代には、リスクの高い外国映画よりも「ミリオンフィルム」に力を入れる方針をとった。
1989年（平成元年）4月、ジョイパックフィルム株式会社を株式会社ヒューマックスピクチャーズに社名変更し、1991年（平成3年）7月には、同社を株式会社ヒューマックスシネマ、株式会社ヒューマックスアルファチャンネルと対等合併させ、新たに設立した会社の名称を株式会社ヒューマックスピクチャーズとし、ひきつづき代表取締役社長を務めた。このヒューマックスピクチャーズの時代、1993年（平成5年）6月、株式会社ギャガ・コミュニケーションズ（現在のギャガ）の取締役に就任、ギャガとの提携関係を結ぶ。「ギャガ・ヒューマックス」として、外国映画の買付・配給等に同2社のユニットで参加、共同配給を開始するのは同年であり、高額な製作費をかけた高品質の作品を輸入・配給する方針を打ち出した。
1994年（平成6年）6月、富士汽船株式会社（現在の株式会社ワンダーテーブル）の取締役に就任した。1997年（平成9年）7月10日、株式会社ヒューマックスコミュニケーションズを設立、同社の代表取締役社長に就任、同年12月1日、ディレクTVの放送開始とともに「V☆パラダイス」を開局、これを運営した。1998年（平成10年）5月、株式会社カミングスーン・ティービーの取締役に就任する。2006年（平成18年）12月、藤村哲也が株式会社フィロソフィア・エンタテインメント・アライアンス（現在のフィロソフィア株式会社）を設立するとこれに参加、同社の取締役に就任する。
2003年（平成15年）5月10日に公開された『GUN CRAZY』（監督室賀厚）にヒューマックスコミュニケーションズとして出資、同作のクレジットに「製作」として名を連ねる。以降、多くの劇場用映画の製作委員会に同社として出資、映画製作者あるいは製作総指揮（エグゼクティヴプロデューサー）として、映画製作をつづけている。同じく代表を務めるヒューマックスシネマでは、ぴあフィルムフェスティバルの「PFFパートナーズ」に参加したり、興行部門では、池袋HUMAXシネマズ、渋谷HUMAXシネマ、横須賀HUMAXシネマズ、成田HUMAXシネマズの4サイトを経営している。

## フィルモグラフィ
クレジットは、特筆以外すべて「製作」である。
- 『四月の魚』 : 監督大林宣彦、製作ジョイパックフィルム・PSC・アミューズシネマシティ・オフィスインテンツィオ・日本コロムビア・アルファレコード、配給ジョイパックフィルム、1986年5月31日公開
- 『熱海殺人事件』 : 監督高橋和男、製作ジョイパックフィルム・フジテレビジョン・仕事、配給ジョイパックフィルム、1986年6月7日公開

- 『GUN CRAZY Episode3 叛逆者の狂詩曲 ラプソディー』 : 監督室賀厚、製作パイオニアLDC・ジャパンホームビデオ・ヒューマックスコミュニケーションズ・東洋化成・マックスエー、配給パイオニアLDC、2003年5月10日公開
- 『GUN CRAZY Episode4 用心棒の鎮魂歌 レクイエム』 : 監督室賀厚、製作パイオニアLDC・ジャパンホームビデオ・ヒューマックスコミュニケーションズ・東洋化成・マックスエー、配給パイオニアLDC、2003年5月10日公開
- 『Is-A』 : 監督藤原健一、製作グランプリ・コンセプト・ヒューマックスコミュニケーションズ、配給GPミュージアムソフト、2004年10月9日公開
- 『タナカヒロシのすべて』 : 監督田中誠、製作プログレッシブピクチャーズ・ジェネオンエンタテインメント・ヒューマックスコミュニケーションズ・バップ・ネルケプランニング・アリア・小椋事務所、配給ファントムフィルム・プログレッシブピクチャーズ、2005年5月14日公開 - 製作総指揮
- 『三年身籠る』 : 監督唯野未歩子、製作「三年身籠る」製作委員会、配給ゼアリズエンタープライズ、2006年1月28日公開
- 『雨の町』 : 監督田中誠、製作プログレッシブピクチャーズ・ヒューマックスコミュニケーションズ・シネマゲート・Kプレス・ダブ、配給プログレッシブピクチャーズ、2006年3月25日公開
- 『14歳』 : 監督廣末哲万、製作ぴあ・TBS・TOKYO FM・NTTレゾナント・ヒューマックスシネマ、配給ぴあ、2007年5月19日公開[16]
- 『パーク アンド ラブホテル』 : 監督熊坂出、製作ぴあ・TBS・TOKYO FM・IMAGICA・ヒューマックスシネマ・エイベックス・エンタテインメント、配給マジックアワー、2008年4月26日 公開
- 『特命女子アナ 並野容子』 : 監督田尻裕司、製作「特命女子アナ」製作委員会、配給TMC、2009年9月18日公開
- 『ランディーズ』 : 監督藤原健一、製作GPミュージアムソフト・ネビュラ・ユナイテッドエンタテインメント・ヒューマックスコミュニケーションズ・ワコー・コミュニティアド・マコトヤ・少年画報社、配給ユナイテッドエンタテインメント、2009年11月14日公開
- 『ほっぷ すてっぷ じゃんぷッ!』 : 監督中野貴雄、製作HSJ製作委員会、配給ティーエムシー、2009年11月14日公開
- 『美しき女豹 BODY SNIPER』 : 監督服部光則、製作「美しき女豹」製作委員会、配給ティーエムシー、2010年3月8日公開 - エグゼクティブプロデューサー
- 『ヘヴンズ ストーリー』 : 監督瀬々敬久、製作ヘヴンズプロジェクト、配給ムヴィオラ、2010年10月2日公開
- 『ドメスティック』 : 監督城定秀夫、製作「ドメスティック」製作委員会、配給ティーエムシー、2010年11月26日公開
- 『ハードライフ 紫の青春 恋と喧嘩と特攻服』 : 監督関顕嗣、製作アイエスフィールド・マジカル・卓工業・ドリームボート・ヒューマックスコミュニケーションズ・ミュージックシネマズジャパン・ジーアングル・Thanks Lab、配給マジカル、2011年5月21日公開
- 『タナトス』 : 監督城定秀夫、製作GPミュージアムソフト・ヒューマックスコミュニケーションズ・レオーネ・ユナイテッドエンタテインメント・ミュージックシネマズジャパン・NPO法人日本ベトナム交流センター・ラフター、配給ユナイテッドエンタテインメント、2011年9月10日公開
- 『武蔵野S町物語』 : 監督金澤克次、製作「武蔵野S町物語」フィルムパートナーズ、配給コミュニティアド、2012年6月16日公開
- 『アイアンガール』 : 監督長嶺正俊、製作クレイ・ユニオン映画・バップ・プラステス・ヒューマックスコミュニケーションズ、配給アークフィルムズ、2012年7月21日公開
- 『TOKYOてやんでぃ The Story Teller's Apprentice』 : 監督神田裕司、製作アイエスフィールド・ヒューマックスコミュニケーションズ・超ミネラル総研・アーティット・モードフィルム・神田裕司、配給アイエスフィールド、2013年2月23日公開